# إسلامية كردية
الإسلامية الكردية فكر يجمع بين القومية الكردية والإسلاموية. تحول العديد من الأكراد إلى الإسلاموية الكردية بغرض محاربة تركيا وسوريا وإيران والعراق، الذين لديهم أيديولوجيات مختلفة.

## تاريخ
ظهر الفكر بعد إلغاء الخلافة العثمانية  وإنشاء تركيا، مما أغضب العديد من الأكراد، الذين شعروا أن ثقافتهم ودينهم ولغتهم وسكانهم مهددون بسبب تغييرات أتاتورك. كان الفكر أيضا الإسلامية التركية الذي ظهرت خلال الإمبراطورية العثمانية اللاحقة، حيث "أدرك القادة الدينيون الأكراد أن الأتراك استخدموا الرموز والمشاعر الإسلامية لصالح أهدافهم القومية، لذلك حاولوا أن يفعلوا الشيء نفسه".
ارتبط هذا الفكر أساسًا بالشيخ سعيد. وبمفكر آخر هو الملا كريكار. في بعض مقاطع الفيديو ، يتحدث الملا كريكار عن القضايا الكردية ودعم الاستقلال الكردي.  على الرغم من أنه كان يفعل ذلك دائمًا مع الحفاظ على إنتمائه الإسلامي.  ووصف بأنه "ينشر بيانات سياسية وقومية في يوم من الأيام ، وتصريحات جهادية في اليوم التالي".  الملا كريكار هو أيضًا شعبوي ، وقد ارتفعت شعبيته في كردستان العراق بين عامي 2017 و 2019 ، خاصة بين الشباب الذين كانوا ضد ظلم الحكومة الكردية.  دعا المفكر الكردي حماه غريب إلى ضرورة إصلاح القومية الكردية السائدة لتشمل الإسلام. وأضاف الملا كريكار أن العلمانية "دمرت القیم الكردية".
في الثمانينيات، أكد العديد من الطلاب الأكراد في مدارس إمام خطيب "بشكل متزايد على هويتهم الكردية في معارضة العمليات العسكرية التركية". سرعان ما انتقلت العلاقات بين الأكراد العلمانيين والأكراد الإسلاميين من متوترة للغاية إلى "ودية للغاية". بدأ العديد من الأكراد الإسلاميين في تبني القومية، في حين أن العديد من الأكراد العلمانيين، بما في ذلك حزب العمال الكردستاني، "تخلوا عن موقفهم المتغطرس السابق تجاه الإسلام" بعد الوحدة الجديدة مع الإسلاميين.
نما التوليف خلال الانقسام بين الإسلاميين الأكراد والأتراك، حيث اتهم الأكراد الأتراك بمواصلة السياسات القومية والاستيعابية للدولة حتى خلال الخطاب الإسلامي، واستخدام موضوع الأخوة الإسلامية مع محاولة استيعاب الأكراد في نفس الوقت باستخدام الدين. ترك الإسلاميون الأكراد بشكل متزايد الدوائر الإسلامية التركية.